# 與光同行
《與光同行》（日语：光とともに…）是日本漫畫家戶部敬子創作的日本漫畫作品。於女性漫畫雜誌《For Mrs.》（秋田書店）進行連載，2009年3月号因作者生病而暫停連載。2010年1月28日作者去世，於2010年4月号、5月号刊載在病床上只有草圖的未發表遺稿。講述一個自閉症小孩在家人協助下逐步成長故事。
2004年度（第8屆）日本新媒體動漫藝術節漫畫部門優秀獎受賞作品。
2010年2月9日累計發行量約240萬部。

## 人物介紹

### 東家
東光
東光暱稱「光仔」（台灣譯作「小光」），患有自閉症及發展遲緩，是個性格溫順的少年。曾在七月町托兒所及區立七月小學的牽牛花教室就讀。一年級時，因同級同學片倉繪理知情不報而被反鎖在學校倉庫，被塌下來的櫃子壓傷。現在就讀穗田中學的青空教室（特殊班級）。不擅與人溝通，這也是自閉症患者常見的徵狀。小時候更只會重複別人的話，但在母親的長期訓練下，開始懂得說一些單句。喜歡閃閃發亮的東西。第二冊在父親於瑞典公幹、母親快將分娩的情況下到過非牟利法人機構「太陽之家」暫住，在這之前從沒離開母親身邊。當由他人代為照顧時，對方需用支援手冊、計時器、圖文卡等物品與光仔溝通。為免走失，他的母親在他的衣服縫上其個人資料。後來在他開始自行母親的手機)的追蹤器，可以知道光仔在哪裏。
東花音
東光的妹妹。在東光二年級時出生。出生時，剛巧有颱風，光仔要交由慈善機構臨時照顧。
東雅人
東光的爸爸。在最初的時候不體諒她的太太。差點要離婚。後來因為想通了，所以全力支持太太。協助光仔成長。
東幸子
原姓西山。東光的母親，非常愛他。非常了解自己的孩子。沒有埋怨。
奶奶
雅人的母親。東光和東花音的祖母。幸子的奶奶。不理解光仔的病症。最初更認為光仔的病是幸子的錯。光仔長大後仍不能接受。認為他會有康復的一日。但在後期認識新男友(丈夫早逝)奧村先生後，開始更明白自閉症是什麼一會事，甚至狠評自己是一個「無人性的嫲嫲」。在最終回終於接受光仔。

### 東光的朋友
沖 拓也
他父親酗酒，母親離異而嚴重缺乏照顧,從而恥笑言行古怪，卻擁有家庭溫暖的光仔。一次巧合中找到了走失的光仔,後來被送至兒童之家，但後來轉至寄宿學校遭受欺凌，最後向光仔的父親求助。
田中海七太
童星出身的美少年，是光仔從幼稚園認識的密友之一，花音也是他的粉絲。有時個性略為女性化，與他的青梅竹馬太田(下述)形成互補關係。後來因父親工作關係於小六時提早轉校。
太田美咲
父親是當警察，真接形響她的個性較男性化、身手了得。由於與海七太關係甚好，加上外形略肥，所以一度被同學排斥。雙方媽媽都有意撮合他們！
片倉繪理
爸爸的暴力傾向令她做成很大的負面影響的問題少女：成績差、輟學、差點未婚懷孕...幸好在其小學老師五毛老師的守護下，加上後來其男友知道她在女僕咖啡廳工作而禁錮她後，成功說服媽媽離婚，重新投入學業。

### 七月小學
吉澤 校長
七月小學的第一任校長，主要出現集數是第2至4集，第4集死於「蛛網膜下腔出血」
西脇老師
青木 繁
七月小學牽牛花教室的第一任老師，主要出現集數是第2至4集。
群司老師
七月小學牽牛花教室的第二任老師，主要出現集數是第2、4至9集。
赤松 直樹
七月小學牽牛花教室的第三任老師，主要出現集數是第9集至現在。

### 穗田中學
星野老師
穗田中學青空教室的老師，主要出現集數是第10集至14集。

### 其他人物
領毛先生
擁有亞氏保加症的知名小說作家，作品甚至被改編成電視劇，是令光仔的祖母進一步了解自閉症的重要人物。喜愛火車模型，甚至為自己作了一個自己騎車玩的火車頭。

## 出版書籍
單行本
| 卷數 | 秋田書店       | 秋田書店               | 台灣東販       | 台灣東販               |
| 卷數 | 發售日期       | ISBN                   | 發售日期       | ISBN                   |
| ---- | -------------- | ---------------------- | -------------- | ---------------------- |
| 1    | 2001年7月19日  | ISBN 978-4-253-10433-3 | 2004年5月28日  | ISBN 978-957-473-661-4 |
| 2    | 2002年2月21日  | ISBN 978-4-253-10434-0 | 2004年5月28日  | ISBN 978-957-473-662-1 |
| 3    | 2002年10月31日 | ISBN 978-4-253-10441-8 | 2004年6月30日  | ISBN 978-957-473-663-8 |
| 4    | 2003年4月24日  | ISBN 978-4-253-10442-5 | 2004年7月29日  | ISBN 978-957-473-664-5 |
| 5    | 2003年12月4日  | ISBN 978-4-253-10443-2 | 2004年8月31日  | ISBN 978-957-473-665-2 |
| 6    | 2004年6月3日   | ISBN 978-4-253-10444-9 | 2004年9月30日  | ISBN 978-957-473-739-0 |
| 7    | 2004年11月25日 | ISBN 978-4-253-10445-6 | 2005年3月1日   | ISBN 978-957-473-815-1 |
| 8    | 2005年5月28日  | ISBN 978-4-253-10455-5 | 2005年9月28日  | ISBN 978-957-473-935-6 |
| 9    | 2005年11月28日 | ISBN 978-4-253-10456-2 | 2006年3月30日  | ISBN 978-986-176-025-4 |
| 10   | 2006年8月28日  | ISBN 978-4-253-10457-9 | 2006年11月21日 | ISBN 978-986-176-189-3 |
| 11   | 2007年5月28日  | ISBN 978-4-253-10581-1 | 2007年7月26日  | ISBN 978-986-176-382-8 |
| 12   | 2007年11月28日 | ISBN 978-4-253-10582-8 | 2008年1月30日  | ISBN 978-986-176-532-7 |
| 13   | 2008年4月28日  | ISBN 978-4-253-10583-5 | 2008年8月23日  | ISBN 978-986-176-685-0 |
| 14   | 2009年1月28日  | ISBN 978-4-253-10584-2 | 2009年3月24日  | ISBN 978-986-176-881-6 |
| 15   | 2010年6月3日   | ISBN 978-4-253-10585-9 | 2011年1月27日  | ISBN 978-986-251-370-5 |

文庫版
| 卷數 | 秋田書店      | 秋田書店               |
| 卷數 | 發售日期      | ISBN                   |
| ---- | ------------- | ---------------------- |
| 1    | 2010年7月9日  | ISBN 978-4-253-18081-8 |
| 2    | 2010年7月9日  | ISBN 978-4-253-18082-5 |
| 3    | 2010年10月8日 | ISBN 978-4-253-18083-2 |
| 4    | 2010年10月8日 | ISBN 978-4-253-18084-9 |
| 5    | 2011年1月7日  | ISBN 978-4-253-18085-6 |
| 6    | 2011年4月8日  | ISBN 978-4-253-18086-3 |
| 7    | 2011年7月8日  | ISBN 978-4-253-18087-0 |
| 8    | 2011年10月7日 | ISBN 978-4-253-18088-7 |
| 9    | 2012年1月4日  | ISBN 978-4-253-18089-4 |
| 10   | 2012年4月10日 | ISBN 978-4-253-18090-0 |

### 相關書籍
- （著者:河崎芽衣）

2012年4月16日發售 ISBN 978-4-253-10431-9
- （著者:鳴母ほのか）

2013年6月14日發售 ISBN 978-4-253-10593-4
- （原作:戸部けいこ / 作画:河崎芽衣）

2016年6月16日發售 ISBN 978-4-253-10507-1

## 電視劇
2004年4月14日到6月23日每星期三22:00—22:54在日本電視台《日本電視台週三連續劇》時段播出，全11話，初回與最終回延長15分。篠原涼子首次主演連續劇作品。曾外銷台灣，於台視主頻《台視日劇館》時段以雙語、中文字幕播映。 

### 登場人物
東家
- 東 幸子 - 篠原涼子
- 東 光 - 齋藤隆成（小學入學前：仲條友彪）
- 東 雅人 - 山口達也（当時TOKIO）
- 東 貴子 - 高橋惠子

七月小学
- 里緒 秀美（牽牛花教室的導師） - 小林聡美
- 桜 俊也（教師） - 武田真治
- 川見 純（教師） - 市川実日子
- 奥田 晴海（牽牛花教室預定後任的老師） - 森口瑤子
- 郡司（牽牛花教室後任的老師） - 片桐はいり
- 矢吹 一（校長） - 渡辺いっけい

保護者的朋友
- 相良 薫（萌的母親） - 鈴木杏樹
- 藪下 めぐ美（琴美的母親） - 井川遥

其他
- 藪下 檜冶（めぐ美的丈夫、琴美的父親） - 大倉孝二
- 藪下 琴美（めぐ美、檜冶的女兒） - 小林愛里香
- 相良 武司（薰的丈夫、萌的父親） - 飯田基祐
- 小沢 和正（堅太的父親） ‐ 笹野高史
- 西山 裕子（幸子的母親、光的祖母） - 金沢碧
- 森（志工學生） - 金子統昭
- 公寓管理員 - 甲本雅裕
- 淡路恵子

### 製作人員
- 原作 - 戶部敬子
- 脚本 - 水橋文美江
- 音樂 - 溝口肇
- 主題曲 - RYTHEM〈万華鏡キラキラ〉（Sony Music Associated Records）[2]
- 醫學監修 - 内山登紀夫
- 美術設計 - 高野雅裕
- 演出 - 佐藤東弥、佐久間紀佳
- 主要製作人 - 梅原幹
- 製作人 - 櫨山裕子、内山雅博
- 制作協力 - Office Crescendo
- 製作著作 - 日本電視台

### 播放日程
| 各話                                                         | 播放日期      | 副標題 | 演出       | 收視率 |
| ------------------------------------------------------------ | ------------- | ------ | ---------- | ------ |
| 第1話                                                        | 2004年4月14日 |        | 佐藤東弥   | 16.3%  |
| 第2話                                                        | 2004年4月21日 |        | 佐藤東弥   | 16.0%  |
| 第3話                                                        | 2004年4月28日 |        | 佐久間紀佳 | 13.9%  |
| 第4話                                                        | 2004年5月5日  |        | 佐藤東弥   | 12.6%  |
| 第5話                                                        | 2004年5月12日 |        | 佐藤東弥   | 14.8%  |
| 第6話                                                        | 2004年5月19日 |        | 佐久間紀佳 | 14.4%  |
| 第7話                                                        | 2004年5月26日 |        | 佐藤東弥   | 17.2%  |
| 第8話                                                        | 2004年6月2日  |        | 佐久間紀佳 | 15.2%  |
| 第9話                                                        | 2004年6月9日  |        | 佐藤東弥   | 15.1%  |
| 第10話                                                       | 2004年6月16日 |        | 佐久間紀佳 | 15.4%  |
| 最終話                                                       | 2004年6月23日 |        | 佐藤東弥   | 18.3%  |
| 平均收視率 15.4%（收視率由關東地方、Video Research進行社調） |               |        |            |        |

### 得獎
- 第42回銀河賞
  - 電視劇部門 獎勵賞[3]。
- 第41回日劇學院賞
  - 最優秀作品賞
  - 主演女演員賞（篠原涼子）
  - 配角男演員賞（齋藤隆成）
  - 配角女演員賞（小林聰美）

### 相關商品
DVD
- DVD-BOX（2004年9月22日發售、VAP）
- DVD Vol.1〜4（2004年9月22日發售、VAP）

原聲帶
- 〜日本テレビ ヒューマン・ドラマ・セレクション〜 光とともに… オリジナル・サウンドトラック（2004年6月9日發售、Victor Entertainment）